# Évry (Yonne)
Évry és un municipi francès, situat al departament del Yonne i a la regió de Borgonya - Franc Comtat. L'any 2007 tenia 362 habitants.

## Demografia

### Població
El 2007 la població de fet d'Évry era de 362 persones. Hi havia 136 famílies, de les quals 24 eren unipersonals (8 homes vivint sols i 16 dones vivint soles), 48 parelles sense fills, 56 parelles amb fills i 8 famílies monoparentals amb fills.
La població ha evolucionat segons el següent gràfic:
Habitants censats

### Habitatges
El 2007 hi havia 160 habitatges, 137 eren l'habitatge principal de la família, 13 eren segones residències i 9 estaven desocupats. Tots els 158 habitatges eren cases. Dels 137 habitatges principals, 128 estaven ocupats pels seus propietaris, 8 estaven llogats i ocupats pels llogaters i 1 estava cedit a títol gratuït; 7 tenien dues cambres, 15 en tenien tres, 25 en tenien quatre i 90 en tenien cinc o més. 95 habitatges disposaven pel capbaix d'una plaça de pàrquing. A 51 habitatges hi havia un automòbil i a 75 n'hi havia dos o més.

### Piràmide de població
La piràmide de població per edats i sexe el 2009 era:
| Homes | Edats   | Dones |
| ----- | ------- | ----- |
| 0     | 95 o +  | 0     |
| 0     | 90 a 94 | 0     |
| 4     | 85 a 89 | 0     |
| 0     | 80 a 84 | 0     |
| 12    | 75 a 79 | 8     |
| 8     | 70 a 74 | 8     |
| 0     | 65 a 69 | 4     |
| 8     | 60 a 64 | 0     |
| 20    | 55 a 59 | 16    |
| 16    | 50 a 54 | 16    |
| 12    | 45 a 49 | 4     |
| 16    | 40 a 44 | 12    |
| 12    | 35 a 39 | 8     |
| 8     | 30 a 34 | 28    |
| 4     | 25 a 29 | 8     |
| 4     | 20 a 24 | 8     |
| 16    | 15 a 19 | 8     |
| 16    | 10 a 14 | 12    |
| 16    | 5 a 9   | 12    |
| 16    | 0 a 4   | 12    |

## Economia
El 2007 la població en edat de treballar era de 232 persones, 173 eren actives i 59 eren inactives. De les 173 persones actives 162 estaven ocupades (95 homes i 67 dones) i 11 estaven aturades (3 homes i 8 dones). De les 59 persones inactives 18 estaven jubilades, 21 estaven estudiant i 20 estaven classificades com a «altres inactius».

### Ingressos
El 2009 a Évry hi havia 133 unitats fiscals que integraven 380 persones, la mediana anual d'ingressos fiscals per persona era de 19.263 €.

### Activitats econòmiques
Dels 15 establiments que hi havia el 2007, 1 era d'una empresa de fabricació d'altres productes industrials, 6 d'empreses de construcció, 3 d'empreses de comerç i reparació d'automòbils, 1 d'una empresa de transport, 3 d'empreses immobiliàries i 1 d'una empresa de serveis.
Dels 6 establiments de servei als particulars que hi havia el 2009, 3 eren paletes, 1 guixaire pintor, 1 lampisteria i 1 electricista.
L'any 2000 a Évry hi havia 3 explotacions agrícoles que ocupaven un total de 426 hectàrees.

## Equipaments sanitaris i escolars
El 2009 hi havia una escola maternal integrada dins d'un grup escolar amb les comunes properes formant una escola dispersa.

## Poblacions més properes
El següent diagrama mostra les poblacions més properes.